# Otis Adelbert Kline
Otis Adelbert Kline (Chicago, 1º luglio 1891 – Branford, 24 ottobre 1946) è stato un cantautore e romanziere statunitense, attivo durante il periodo interbellico, oltre che studioso dilettante di culture dell'Asia e di lingua araba.
Gran parte delle sue opere fu pubblicata su Weird Tales, una fra le più famose riviste pulp.

## Attività letteraria
Kline esordì come scrittore nel 1923 sulle pagine di Weird Tales, una neonata rivista di narrativa che inizialmente proponeva genericamente letteratura fantastica, e rimase una presenza assidua sulle sue pagine per tutti gli anni Trenta, durante i quali il direttore Farnsworth Wright impresse al magazine un'identità molto riconoscibile incentrata sul racconto dell'orrore e sulle storie di avventura esotica e sovrannaturale; parecchi contributi di Kline apparvero pure su Oriental Stories (poi rinominata The Magic Carpet Magazine), un'effimera rivista ancillare di Weird Tales che si specializzava sui racconti d'ambientazione orientale, e alcune di queste storie furano composte in collaborazione con Edgar Hoffmann Price, un altro autore cardine della scuderia di Wright. 
Accanto ai suoi scritti macabri e arabeggianti, Kline compose anche la trilogia planetary romance di Grandon di Venere e la dilogia africana con protagonista Jan della Giungla, apparse sulla prestigiosa rivista Argosy e palesemente ispirate alle popolarissime saghe di Barsoom e diTarzan, create da Edgar Rice Burroughs su quella medesima testata; a tal proposito, la fanzine Science Fiction News diretta da Donald A. Wollheim (futuro curatore editoriale per Avon Books, Ace Books e DAW Books) affermò nel numero di Novembre 1936 che Burroughs fosse rimasto oltraggiato dalle imitazioni di Kline e avesse avviato la sua saga di Amtor espressamente per contrastare la concorrenza del rivale, al che Kline aveva pubblicato per ripicca la sua dilogia dello Spadaccino di Marte. Questa presunta faida veniva data per assodata dallo storiografo Sam Moskowitz ancora negli anni Sessanta, fino a che Richard A. Lupoff non la contestò in una sua biografia di Burroughs e Wollheim stesso non ammisse che si trattava in effetti di una bufala sensazionalistica.
Nel corso degli anni Trenta, Kline fu anche agente letterario per il suo amico e collega Robert E. Howard, uno dei maggiori autori di Weird Tales, e dopo la scomparsa di quest'ultimo curò la pubblicazione a puntate di Almuric, l'unico romanzo d Howard; è stato però ipotizzato che il testo di Howard fosse rimasto incompiuto e sia stato Kline a comporne il finale, sulla base di presunte discrepanze stilistiche.

## Opere
Si indica per ogni testo la prima edizione nell'originale inglese e l'eventuale prima traduzione in italiano. Le serie di romanzi e racconti interconnessi sono elencate in ordine cronologico, in base alla data di pubblicazione del primo episodio di ogni ciclo. Per i contributi di Kline a saghe di racconti create da Edgar Hoffman Price, si veda la voce dedicata a quest'ultimo.

### Dottor Dorp
Un trittico di racconti mai riuniti in volume.
1. "The Phantom Wolfhound", in Weird Tales di Giugno 1923.
2. "The Malignant Entity", in Weird Tales di Maggio-Giugno-Luglio 1924.
3. "Lo spettro radio" ("The Radio Ghost"), in Amazing Stories di Settembre 1927. Traduzione di Roberta Rambelli, nell'antologia Gli anni di Gernsback (1926-1929), Storia della Fantascienza 2, Perseo Libri, 1990.

### Bart Leslie
Un dittico di racconti mai riuniti in volume.
1. "The Demon of Tlaxpam", in Weird Tales di Gennaio 1929.
2. "The Cyclops of Xoatl", in Weird Tales di Dicembre 1936. Collaborazione con Edgar Hoffmann Price.

### Grandon di Venere
1. The Planet of Peril, serializzato in sei puntate in Argosy dal 20 Luglio al 24 Agosto 1929; prima edizione in volume A. C. McClurg & Co., 1929.
2. The Prince of Peril, serializzato in sei puntate in Argosy dal 2 Agosto al 6 Settembre 1930; prima edizione in volume A. C. McClurg & Co., 1930.
3. Buccaneers of Venus, serializzato in sei puntate in Weird Tales dal Novembre 1932 all'Aprile 1933; prima edizione in volume rintitolato The Port of Peril, The Grandon Company, 1949.

La trilogia è stata riunita per la prima volta nell'omnibus The Buccaneers of Venus Collection, e-Pulp Adventures, 2009.

### Hamed il dragomanno
Saga di sette racconti riunita per la prima volta nella raccolta postuma The Dragoman's Revenge, Signature Series, Black Dog Books, 2007.
1. "The Man Who Limped"; in Oriental Stories di Ottobre-Novembre 1930.
2. "The Dragoman's Revenge", in Oriental Stories di Febbraio-Marzo 1931.
3. "The Dragoman's Secret", in Oriental Stories di Aprile-Giugno 1931.
4. "The Dragoman's Slave Girl", in Oriental Stories Estate 1931.
5. "The Dragoman's Confession", in Oriental Stories Estate 1932.
6. "The Dragoman's Jest"; in Oriental Stories Inverno 1932. Collaborazione con Edgar Hoffman Price.
7. "The Dragoman's Pilgrimage", in The Magic Carpet Magazine di Gennaio 1933.

### Jan della Giungla
1. Call of the Savage, serializzato in sei puntate in Argosy dal 18 Aprile al 23 Maggio 1931; prima edizione in volume Edward J. Clode, 1937.
2. Jan in India, serializzato in tre puntate in Argosy dal 12 al 26 Gennaio 1935; prima edizione in volume Fictioneer Books, 1974.

### Lo spadaccino di Marte
1. Lo spadaccino di Marte (The Swordsman of Mars), serializzato in sei puntate in Argosy dal 7 Gennaio all'11 Febbraio 1933; prima edizione in volume Avalon Books, 1960. Traduzione di Luigi Maria Fava, Gli Esploratori dello Spazio. Fantascienza 9, Editrice Romana Periodici, 1 Ottobre 1962.
2. The Outlaws of Mars, serializzato in sette puntate in Argosy dal 25 Novembre 1933 al 6 Gennaio 1934; prima edizione in volume Ace Books, 1961.

### Romanzi e novelle autoconclusivi
- The Secret Kingdom, serializzato in tre puntate in Amazing Stories di Ottobre, Novembre e Dicembre 1929; prima edizione in volume nel tomo doppio The Secret Kingdom / Scratch One Asteroid, Armchair Sci-Fi & Horror Double Novels 156, Armchair Fiction, 2015. Collaborazione con Allen S. Kline.
- Maza of the Moon, serializzato in quattro puntate in Argosy dal 21 Dicembre 1929 all'11 Gennaio 1930; prima edizione in volume A. C. McClurg & Co., 1930.
- Tam, Son of the Tiger, serializzato in sei puntate in Weird Tales da Giugno-Luglio a Dicembre 1931; prima edizione in volume Avalon Books, 1962.
- Satans on Saturn, serializzato in cinque puntate in Argosy dal 2 al 30 Novembre 1940; prima edizione in volume Surinam Turtle Press, 2012. Collaborazione con Edgar Hoffmann Price.